# Jean-Louis Kardahi
Jean-Louis Kardahi, Jean-Louis Cardahi – libański inżynier, przedsiębiorca i polityk, maronita. Ukończył inżynierię cywilną na Politechnice Federalnej w Lozannie. W latach 2000–2005 był ministrem telekomunikacji w rządach Rafika al-Haririego oraz Umara Karamiego.